# 재비어 스크러그스
재비어 라델 스크러그스(Xavier Ladel Scruggs, 1987년 9월 23일 ~ )는 미국의 전 야구 선수이자, 전 멕시칸 리그 레오네스 데 유카탄의 내야수, 외야수, 지명타자이다.

## 선수 시절

### 미국 프로야구 시절
2014년에 세인트루이스 카디널스에 입단하였다.

### 한국 프로야구 시절

#### NC 다이노스시절
2016년 12월 27일에 에릭 테임즈를 대체할 타자로 영입되었다.
2017년 3할 타율, 35홈런을 기록하며 팀의 가을 야구 진출에 기여해 재계약했다. 2018년에는 성적 부진으로 인해 시즌 후 재계약에 실패했다. 그의 대체 선수로는 크리스티안 베탄코트가 영입됐다.

### 멕시코 프로야구 시절
2019년에 레오네스 데 유카탄에 입단하였다.